# Кубок Чернігівської області з футболу 2003
Кубок Чернігівської області з футболу 2003 — 55-й розіграш Кубка Чернігівської області з футболу.
Всі етапи окрім фіналу проходили в одну зустріч.

## Учасники
В цьому розіграші Кубку узяли участь 20 клубів. 12 стартували з 1/8 фіналу, і ще 8 з 1/16 фіналу.
| 1/8 фіналу - ФК «Бахмач» (Бахмач) - «Десна» (Козелець) - «Європа» (Прилуки) - «Єдність» (Плиски) - «Інтерагросистема» (Мена) - ФК «Ніжин» (Ніжин) - «Партизан» (Холми) - «Полісся» (Новгород-Сіверський) - ФК «Талалаївка» (Талалаївка) - «Технікум» (Сосниця) - «Факел-ГПЗ» (Варва) - «Хвиля» (Киїнка) | 1/16 фіналу - «Авангард» (Количівка) - «АГРО» (Куликівка) - «Зірка» (Корюківка) - ФК «Короп» (Короп) - «Полісся» (Городня) - «Полісся» (Добрянка) - «Фортуна-ЧДІЕУ» (Чернігів) - «Штурм» (Ріпки) |

## 1/16 фіналу
| № | Команда 1   | Команда 2       | Рахунок |
| - | ----------- | --------------- | ------- |
| 1 | ФК «Короп»  | «Зірка»         | -:+     |
| 2 | «Штурм»     | «Фортуна-ЧДІЕУ» | 1:2     |
| 3 | «Полісся» Г | «Авангард»      | 0:2     |
| 4 | «АГРО»      | «Полісся» Д     | ?:?     |

## 1/8 фіналу
| № | Команда 1       | Команда 2          | Рахунок           |
| - | --------------- | ------------------ | ----------------- |
| 1 | «Зірка»         | «Фортуна-ЧДІЕУ»    | 0:0 (по пен. 3:2) |
| 2 | «Полісся» Н-С   | ФК «Бахмач»        | +:-               |
| 3 | «Партизан»      | «Інтерагросистема» | 0:2               |
| 4 | ФК «Талалаївка» | «Факел-ГПЗ»        | -:+               |
| 5 | «Хвиля»         | «Європа»           | 0:3               |
| 6 | «Технікум»      | «Єдність»          | 0:3               |
| 7 | «Десна»         | ФК «Ніжин»         | 0:2               |
| 8 | «Авангард»      | «Полісся» Д        | 1:2               |

## 1/4 фіналу
| № | Команда 1          | Команда 2     | Рахунок    |
| - | ------------------ | ------------- | ---------- |
| 1 | «Зірка»            | «Полісся» Н-С | 7:0        |
| 2 | «Інтерагросистема» | «Факел-ГПЗ»   | 0:3        |
| 3 | «Європа»           | «Єдність»     | 0:2        |
| 4 | ФК «Ніжин»         | «Полісся» Д   | 3:1 (д.ч.) |

## 1/2 фіналу
| № | Команда 1   | Команда 2  | Рахунок           |
| - | ----------- | ---------- | ----------------- |
| 1 | «Факел-ГПЗ» | «Зірка»    | +:-               |
| 2 | «Єдність»   | ФК «Ніжин» | 0:0 (по пен. 2:3) |

## Фінал
| Команда 1   | Заг. | Команда 2  | 1-й матч | 2-й матч |
| ----------- | ---- | ---------- | -------- | -------- |
| «Факел-ГПЗ» | 2:3  | ФК «Ніжин» | 1:2      | 1:1      |